# Galax
Galax – miasto w Stanach Zjednoczonych, w stanie Wirginia. Miasto to ma status miasta niezależnego.